# 帕拉塞尔苏斯
帕拉塞爾蘇斯（拉丁語：Paracelsus，或譯帕拉塞爾斯，1493年—1541年9月24日），出生時名為德奧弗拉斯特·馮·霍恩海姆，全名菲利普斯·奧里歐勒斯·德奧弗拉斯特·博姆巴斯茨·馮·霍恩海姆，是中世紀德意志文藝復興時在瑞士的醫生、煉金術士和占星師。帕拉塞爾蘇斯是蘇黎世一個名叫威廉·馮·霍恩海姆（德語：Wilhelm von Hohenheim）醫生的兒子。因為他自認為比羅馬醫生凱爾蘇斯更加偉大，從而稱呼自己為帕拉塞爾蘇斯（字面意「超．凱爾蘇斯」）。帕拉反對自希臘蓋倫所傳承、亞里斯多德學派的四體液說，將醫學跟鍊金術結合而首創化學藥理，奠定醫療化學的基礎。

## 生平
帕拉生於瑞士施維茨州的小鎮艾恩西德尔恩，從小就跟父親學習鍊金術，大學畢業後在歐洲各處行走，同時蒐集民間各地的鍊金秘密。
西元1514年左右，他在南部日耳曼財政家兼煉金士西基斯蒙德·富格爾的礦地和冶金工場工作。然後在瑞士巴塞爾大學學醫，在那里後來又教了兩年書。他打破了學者們用拉丁語講授的傳統而用日耳曼方言，是第一個在大學裏這樣講課的人。他邀請了巴塞爾的藥劑師和理髮師兼外科醫師的人來聽他講課，使醫學職業的工匠們與學者們聯合起來。他還用焚燒為一般人們所公認的醫學權威蓋崙和阿維森納的書作為他開講的儀式。
傳說中，帕拉塞爾斯一方面作為醫生，為了創造完美的生命而後又轉為了煉金術師。他製造出了人造人何蒙庫魯茲，並且擁有賢者之石。
也有傳聞表明，塔羅牌中大阿爾克那中的魔術師即是以他為原型設計的。但是由於塔羅牌早在他誕生之前就已經存在，因此這種說法被認為是後世因為對他存在的神秘感而與塔羅牌聯繫在一起。
帕拉塞爾蘇斯確立了物質的三元素理論，他認為人類同樣也是由靈魂（硫磺）、精神（水銀）、肉體（鹽）三元素構成。 （第一原質→四大元素→三原素→萬物物質）

## 軼事
帕拉塞爾斯並不相信學院派的教育，曾經說過「學院就是一個專門製造驢子的地方」。其曾認為萬能溶劑（Alkahest）和賢者之石為相似的物質。萬能溶劑正如其名，能夠融化、還原任何物質成第一元質。不過就算真有此物的存在，也沒有容器能不被它融化，也就是說萬能溶劑根本無從保存，是以帕拉塞爾蘇斯此說並不甚受其它煉金術師支持。

## 成就

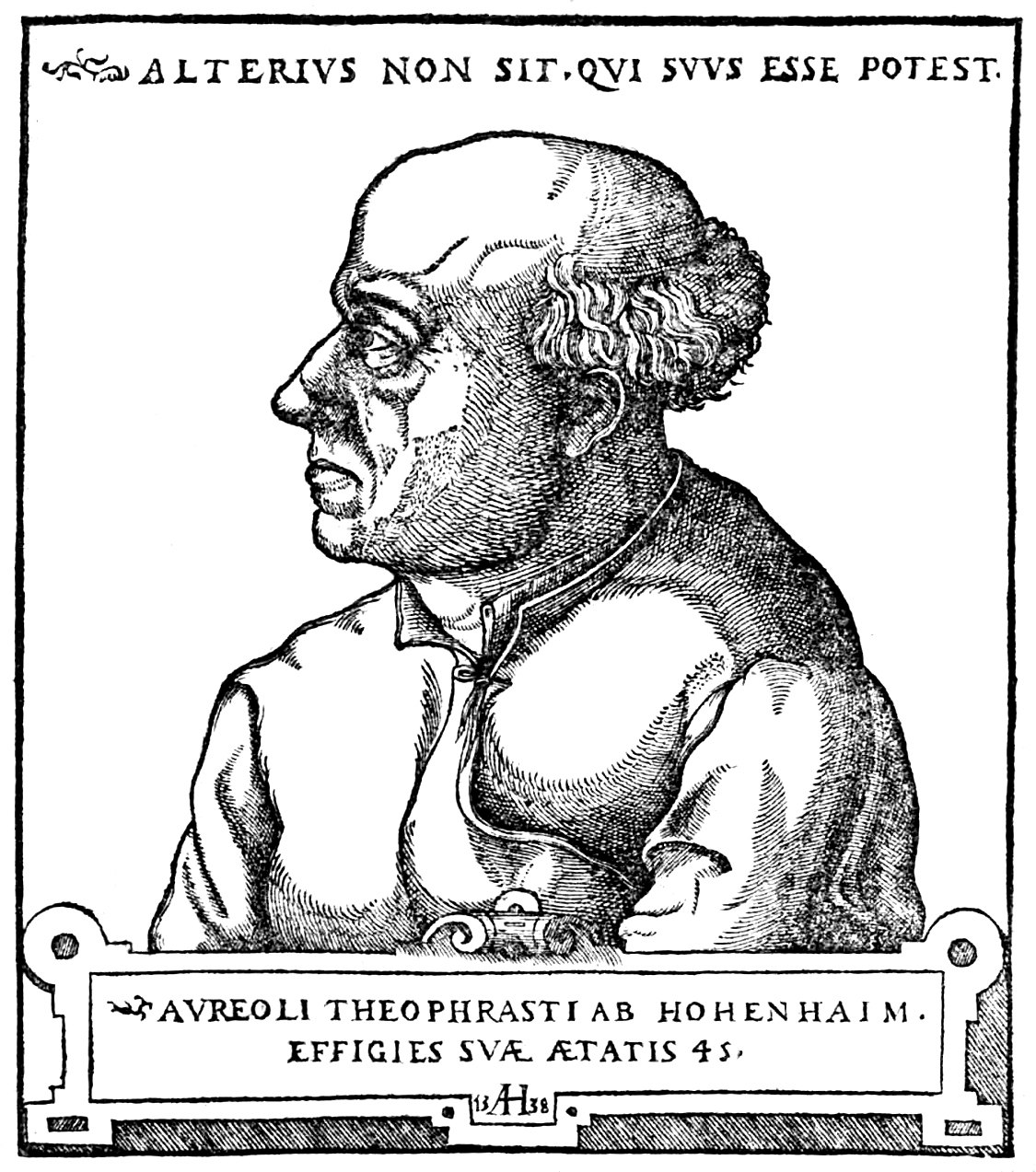
帕拉塞爾蘇斯的另一畫像，Augustin Hirschvogel繪

帕拉塞爾斯把醫學和煉金術結合起來成為今日的醫療化學。他給煉金術下的結論是：煉金術的真正目的並非練成黃金，而是要製造有益人體健康的醫藥品。而這包括了所有化學工藝和生物化學工藝的定義。冶煉工把礦物變為金屬是一個煉金士，所以廚師和烘麵包的人從肉類和麥子裡製造出食物來也是煉金士。他採取了煉金士的基本觀點，即礦物在地下生長並發展成為更完善的形式，而人在實驗室裡卻能夠人工地模仿地下天然發生的東西。他主張一切物質都是活的並且自然地生長，而人能為實現自己的目的而加速或改造這種天然過程。
在醫學上，帕拉塞爾斯提出人體本質上是一個化學系統的學說。這個化學系統由煉金術士的兩種元素即汞和硫同他自己所增加的第三種元素鹽所組成。在帕拉塞爾斯看來，疾病可能是由於元素之間的不平衡引起，正像蓋崙派醫生們認為疾病是由於體液之間的失調所引起的一樣，意即任何東西的過量或者不足都有可能造成疾病，帕拉賽爾蘇斯亦被稱為毒理學之父。但帕拉塞爾蘇斯的學說指出平衡的恢復可以用礦物的藥物而不用有機藥物。
帕拉塞爾斯認為疾病的行為具有高度的特殊性，而且每一種疾病都有一種特效的化學治療法。因此帕拉塞爾斯反對舊時的含有許多成分的萬靈藥而主張服用單一的物質作為藥劑。這樣一個轉變促進了對於專科疾病的研究，並有助於把有益和有害的藥物加以區別。
在十六、七世紀期間，帕拉塞爾斯的學說有很大的影響，並逐漸和蓋崙的學說相匹敵。帕拉塞爾斯的學說在大學裡一般是禁止傳授的，但是他的學說在大學裡卻似乎很受歡迎，因為在16世紀後期，在巴黎和海德堡發生了抗議禁止帕拉塞爾斯學說的學生運動。但是，醫療化學對藥劑師比大學的醫生更有吸引力，因為它給藥劑師的技術提供了一種理論，並使他們可以根據這種理論按自己的考慮去進行醫療實踐。
帕拉塞爾斯認為煉金術的真正目的並非鍊成黃金，而是要開發使人類獲得健康的治療藥物。之前已經有人試圖將煉金術運用於治療疾病，帕拉塞爾斯則為此理想構思了一套可行的理論，其理論之中心思想就是大宇宙與小宇宙兩者完全相互對應，而一切存在皆有生命。其實大宇宙思想從很久以前就已經存在，不過他又更進一步地大膽改變了此理論。認為，大宇宙與小宇宙任何一方發生的事情，會原原本本地發生在另一方，而人類的生命與宇宙的生命兩者亦是完全相同的存在，所以他認為疾病除了毒因、自然因、精神因、神因以外還有種名為天體因的病因，並且主張天體會對人體健康造成影響，而人類恢復健康也意味著天界回復至調和的狀態。
帕拉塞爾斯確立了三原素理論。傳統煉金術就認為礦物是由硫磺與水銀組成，但帕拉塞爾斯又在此二者之外添加鹽原素，並且擴大解釋三原素，將此理論應用於非金屬甚至動植物。至於人類三原素則是以靈魂（硫磺）、肉體（鹽）、精神（水銀）的形體呈現，倘若三者失衡就會生病，因此煉金術才能開發秘藥「阿爾克那」（Arcana）不但能讓人得到健康，還具有使小宇宙與大宇宙天界同時回復調和的力量。
帕拉塞爾斯是大幅改變煉金術之意涵的煉金術革命家。煉金術從阿拉伯傳入歐洲時，只不過是種煉成金屬的技術，但最後卻變成堪使人類甚至世界趨向完成的技術。而在煉金術演變的過程中，還孕育出薔薇十字團這種組織。

## 著作
帕拉塞爾蘇斯在長期的流浪生涯中，留下多達364篇的論文，現在整理成共12卷的帕拉塞爾蘇斯全集。這些論文中最有名的又叫做『帕拉三部作』：《沃曼·帕拉米倫》（Volumen Paramirum）奇蹟醫書、《帕拉格拉嫩》（Paragranum）奇蹟醫糧 、《歐普斯·帕拉米倫》（Opus Paramirum）奇蹟醫術。

## 大眾文化
- 在荒川弘的漫畫作品及其改編動畫《鋼之鍊金術師》中主角愛德華·愛力克的父親名為馮·霍恩海姆。
- 《大航海时代Online》：在遊戲中以煉金術師身份登場，居住在威尼斯。
- 《Fate/Prototype 蒼銀的碎片》（前傳小說）：在該次聖杯戰爭之中以「Caster」的職階出現，寶具為「元素使的魔劍」。
- 《Fate/Grand Order》（手機遊戲）：沿用《Fate/Prototype 蒼銀的碎片》的資料登場。
- 《Crash Fever》（手機遊戲）：為一限定的「學術」角色